# St. Martin (Bruckberg)

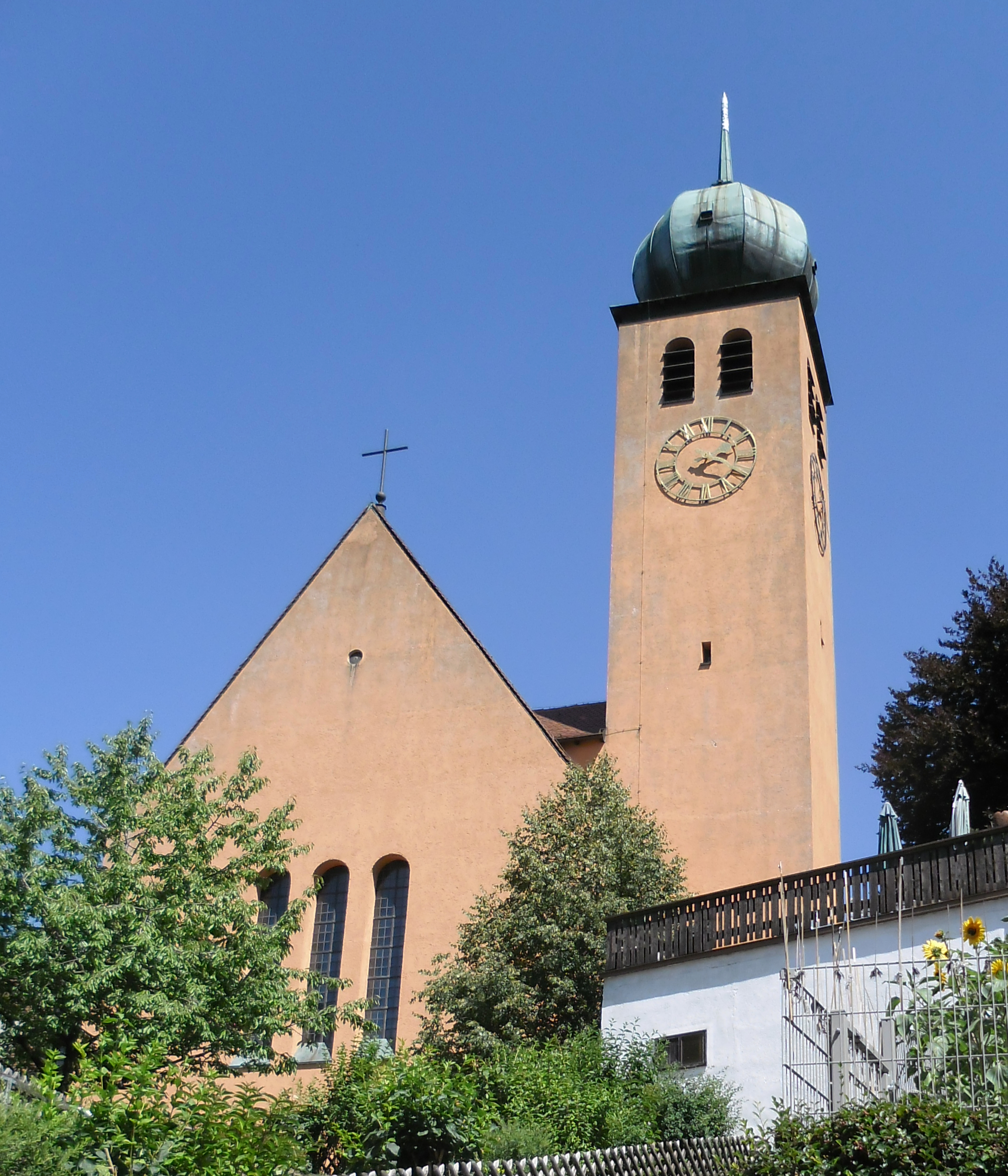
St. Martin

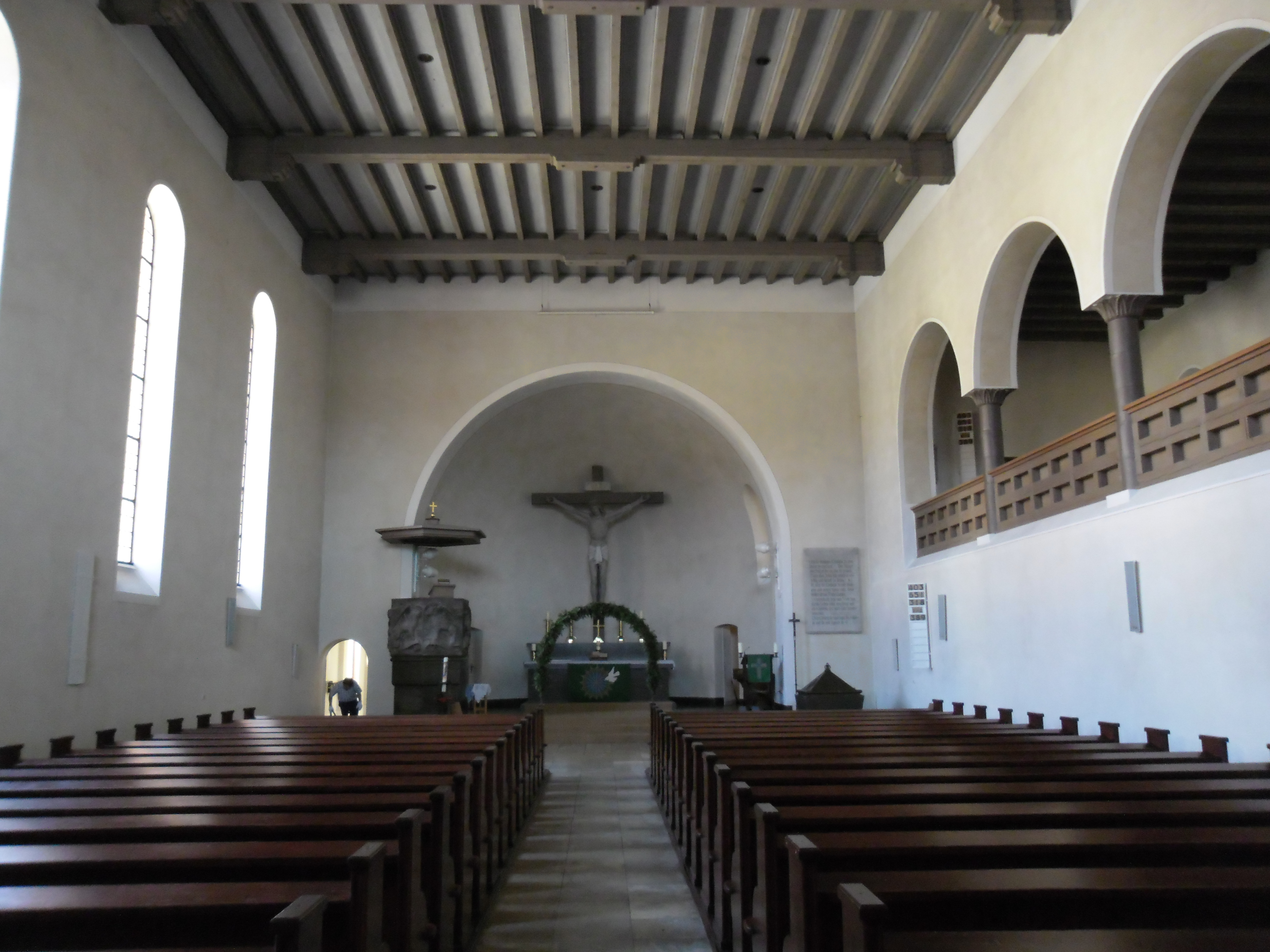
Innenansicht

St. Martin ist eine nach dem heiligen Martin von Tours benannte evangelisch-lutherische Kirche in Bruckberg (Dekanat Ansbach) in Bayern.

## Kirchengemeinde
Das Dorf hatte in der frühen Neuzeit eine Schlosskapelle, die 1793 durch Blitzschlag abbrannte. Die heutige Kirche wurde 1934/35 als Anstaltskirche für die Bewohner der Bruckberger Behindertenheime errichtet. Die evangelisch-lutherischen Bewohner Bruckbergs waren ursprünglich nach St. Maria (Großhaslach) gepfarrt und gehörten erst später zur Kirchengemeinde St. Martin. Seit 1981 gehört die Kirchengemeinde mit ihren Außenorten Reckersdorf und Neubruck zur Pfarrei St. Martin (Kleinhaslach). Sie hat derzeit ca. 1000 Gemeindeglieder.

## Kirchengebäude
Die Kirche befindet sich unmittelbar südlich des Bruckberger Schlosses. Sie wurde nach Plänen des Nürnberger Architekten Christian Ruck erbaut. Ruck orientierte sich bei seinem Entwurf an den ästhetischen und normativen Prinzipien für einen zeitgemäßen Kirchenbau, wie sie von dem Architekten German Bestelmeyer entwickelt worden waren. Eingeweiht wurde die Kirche am 8. September 1935. Der Kirchturm mit Zwiebelhaube befindet sich im Südwesten und ist wie das spitzdachige Langhaus mit Apsis im Osten in schlichtem romanisierendem Baustil gehalten. Das Rundbogenportal befindet sich im Westen, im Norden und Westen hat sie jeweils drei Rundbogenfenster. Der flachgedeckte Saalbau ist einschiffig und hat eine Südempore und eine Orgelempore im Westen. Der Hochaltar mit Kruzifix befindet sich in der Apsis, links davor steht die felsenartige Kanzel mit polygonalem Schalldeckel, rechts davor das Taufbecken.

## Orgel

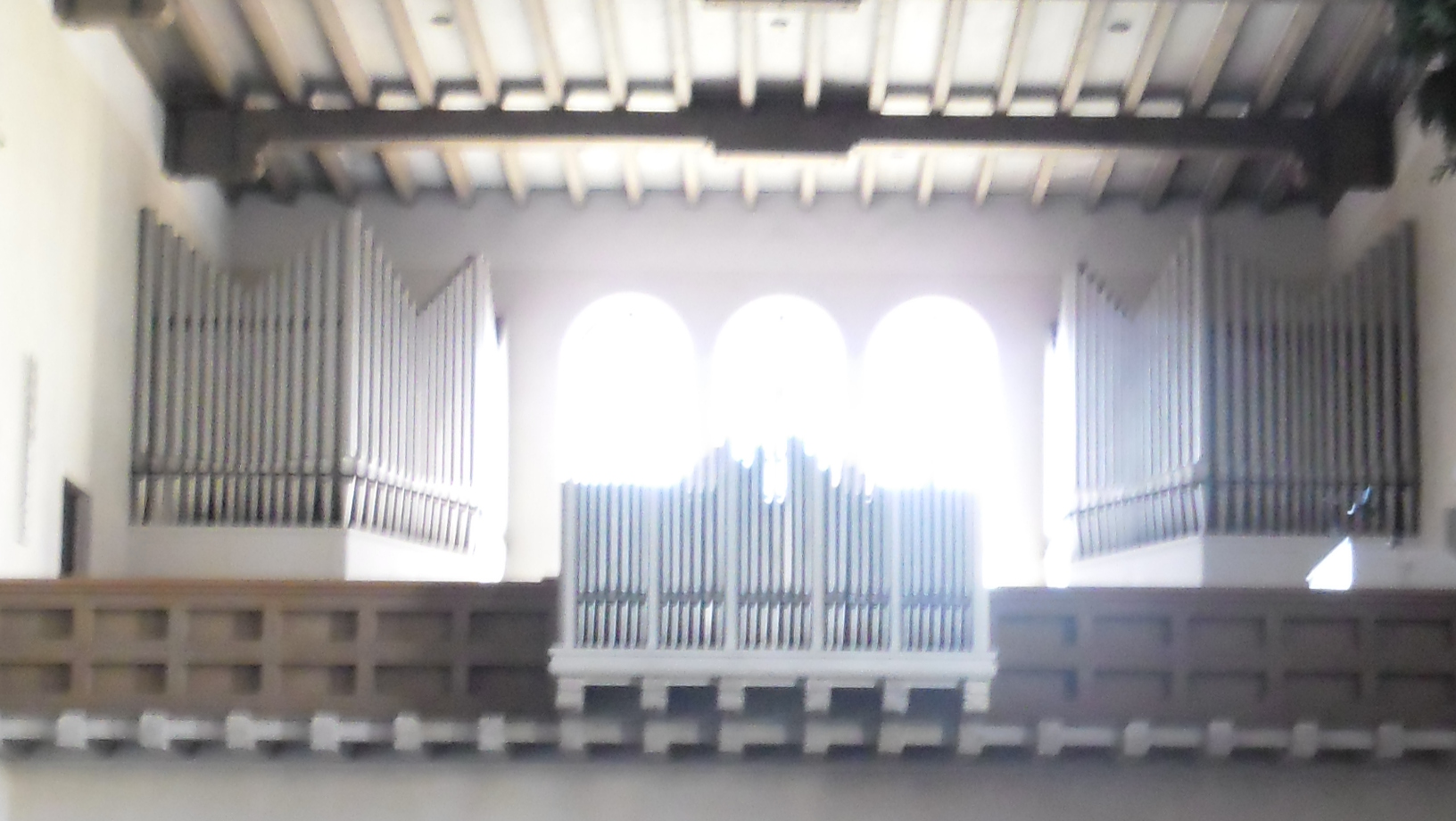
Orgel

Die Orgel der Martinskirche stammt aus dem Jahr 1935 und wurde als Opus 1594 von der Firma G. F. Steinmeyer & Co. erbaut. Sie verfügt über eine pneumatische Register- und Spieltraktur und besitzt 33 Register auf drei Manualen und Pedal, davon sind 27 klingend; die Transmissionen aus dem Hauptwerk ins Pedal sind gekennzeichnet. Der Spieltisch ist elektrisch und auf der Empore frei beweglich. Dadurch konnte das Haupt- und Pedalwerk an der Kirchensüdwand und das Schwellwerk an der Kirchennordwand aufgestellt und so räumlich und akustisch getrennt werden.
| I Positiv C– |               |        |
| 1.           | Gedeckt       | 08′    |
| 2.           | Nachthorn     | 04′    |
| 3.           | Prinzipal     | 02′    |
| 4.           | Oktävlein     | 01′    |
| 5.           | Quinte        | 01 ⁄3′ |
| 6.           | Cymbel        | 01⁄2′  |
| 7.           | Geigenregal 0 | 16′    |
|              | Tremulant     |        |

| II Hauptwerk C– |             |        |
| 08.             | Quintade    | 16′    |
| 09.             | Prinzipal 0 | 08′    |
| 10.             | Violflöte   | 08′    |
| 11.             | Oktav       | 04′    |
| 12.             | Quinte      | 02 ⁄3′ |
| 13.             | Blockflöte  | 02′    |
| 14.             | Mixtur      | 01 ⁄3′ |
| 15.             | Trompete    | 08′    |

| III Schwellwerk C– |                   |        |
| 16.                | Nachthorn         | 08′    |
| 17.                | Aeoline           | 08′    |
| 18.                | Prinzipal         | 04′    |
| 19.                | Rohrflöte         | 04′    |
| 20.                | Ital. Prinzipal 0 | 02′    |
| 21.                | Sesquialter       | 02 ⁄3′ |
| 22.                | Scharff           | 01′    |
| 23.                | Fagott            | 16′    |
| 24.                | Krummhorn         | 08′    |
|                    | Tremulant         |        |

| Pedal C– |                         |        |
| 25.      | Subbaß                  | 16′    |
| 26.      | Oktavbaß                | 08′    |
|          | Quintade (= Nr. 8)      | 08′    |
|          | Choralbaß (= Nr. 9)     | 04′    |
|          | Oktav (= Nr. 11)        | 02′    |
|          | Mixtur (= Nr. 14)       | 01 ⁄3′ |
|          | Blockflöte (= Nr. 13) 0 | 01′    |
| 27.      | Posaune                 | 16′    |
|          | Trompete (= Nr. 15)     | 04′    |

- Koppeln: I/P, II/P, III/P, I/II, III/II, III/I, Superoktav III/III und III/II, Suboktav III/III und III/II
- Spielhilfen: Walze, Schweller, Rohrwerke ab, frei einstellbares Pedal, zwei freie Kombinationen